# Aumühle (Wildeshausen)

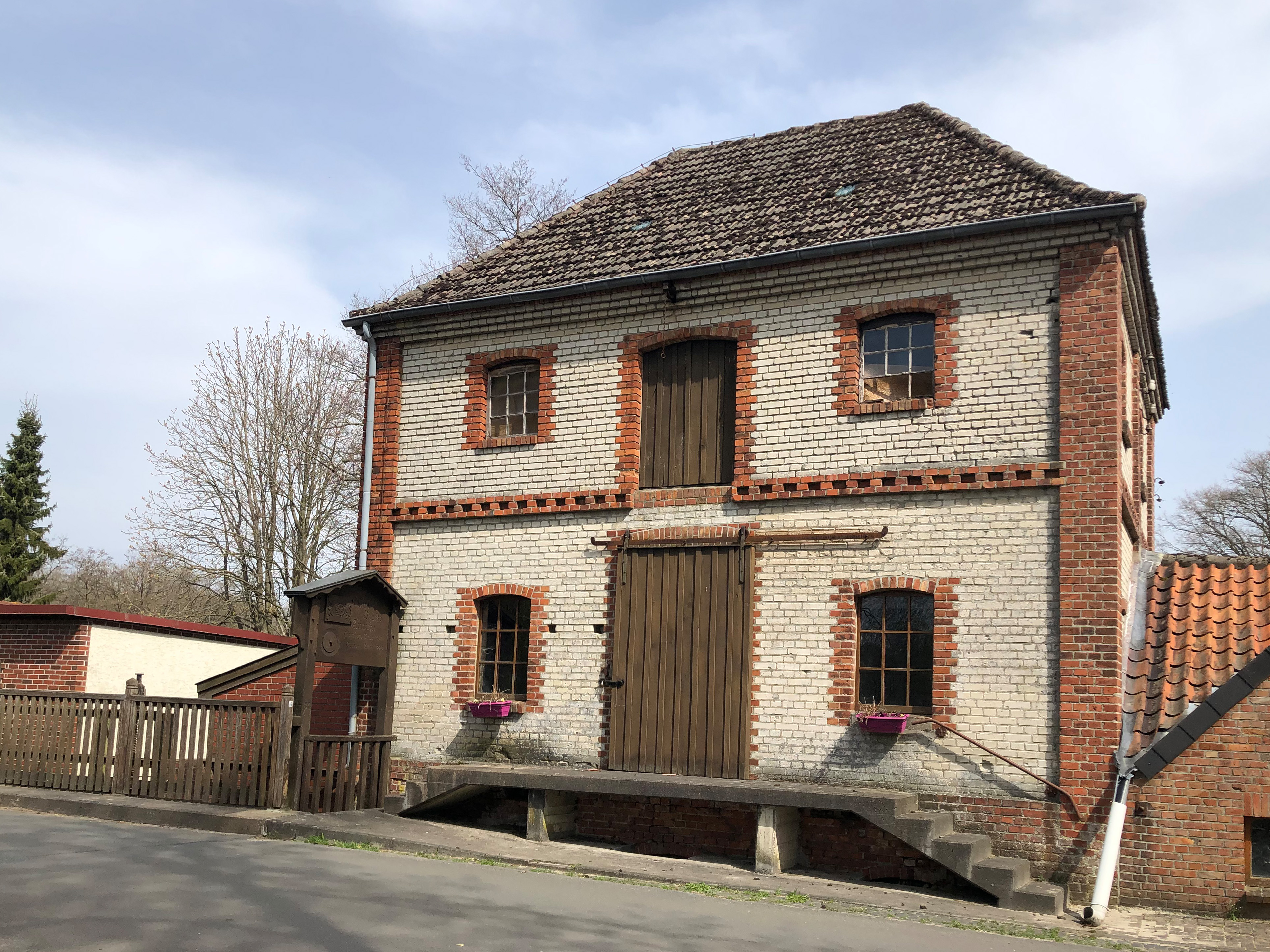
Haupthaus der ehemaligen Wassermühle Aumühle

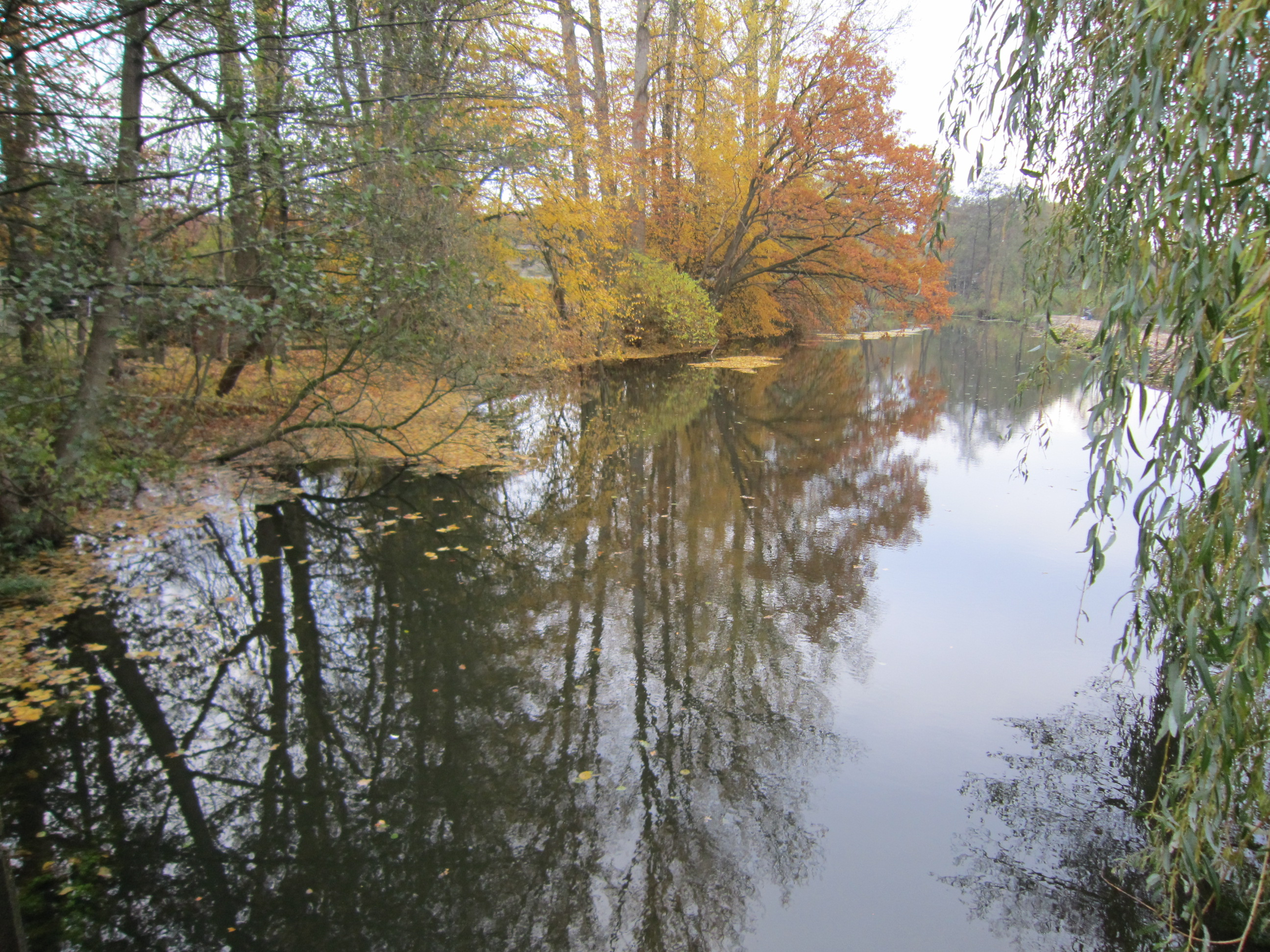
Teich der Wassermühle Aumühle

Aumühle ist eine Bauerschaft der Landgemeinde Wildeshausen im niedersächsischen Landkreis Oldenburg.

## Geographie
Die Ortschaft liegt etwa 5 km westlich des Wildeshauser Stadtkerns zwischen der Bundesautobahn 1 im Norden und der Bundesstraße 213 („Ahlhorner Straße“) im Süden. Sie gehört zu der das Kerngebiet umgebenden sogenannten Landgemeinde Wildeshausen. Durch den Ort fließt die Aue, ein Nebenfluss der Hunte. In etwa 1,5 km südöstlicher Entfernung findet sich jenseits der B213 das neolithische Ganggrab Hohe Steine.

## Sehenswürdigkeiten
An der Aue liegt die ehemalige Wassermühle, die dem Ortsteil seinen Namen gab. Sie wurde erstmals 1383 erwähnt. 1864 zerstörte ein Brand die alte Mühle, woraufhin ein Neubau für das Sägewerk Aumühle  erfolgte und 1905 der Umbau zu einem Wasserkraftwerk. Beim Neubau der Brücke 1989/90 wurde das Kraftwerk modernisiert. Eine 22 kW-Francis-Turbine erzeugt Strom, der ins öffentliche Netz eingespeist wird.
In der Liste der Baudenkmale in Wildeshausen sind für Aumühle fünf Baudenkmale aufgeführt.

## Kultur
Seit 1969 gibt es in Aumühle eine Kartbahn mit Karts für verschiedene Altersgruppen und einem Bistro.